# Embalse de Navamuño
El embalse de Navamuño (también conocido como embalse de La Fuente Santa o como pantano de Béjar) es una obra de ingeniería construida en el río Angostura y finalizada en 1989. Situado en el término municipal de Candelario, abastece de agua a varios pueblos de las Sierras de Béjar, Francia y zona de Hervás; si bien pertenece a la Confederación Hidrográfica del Tajo.

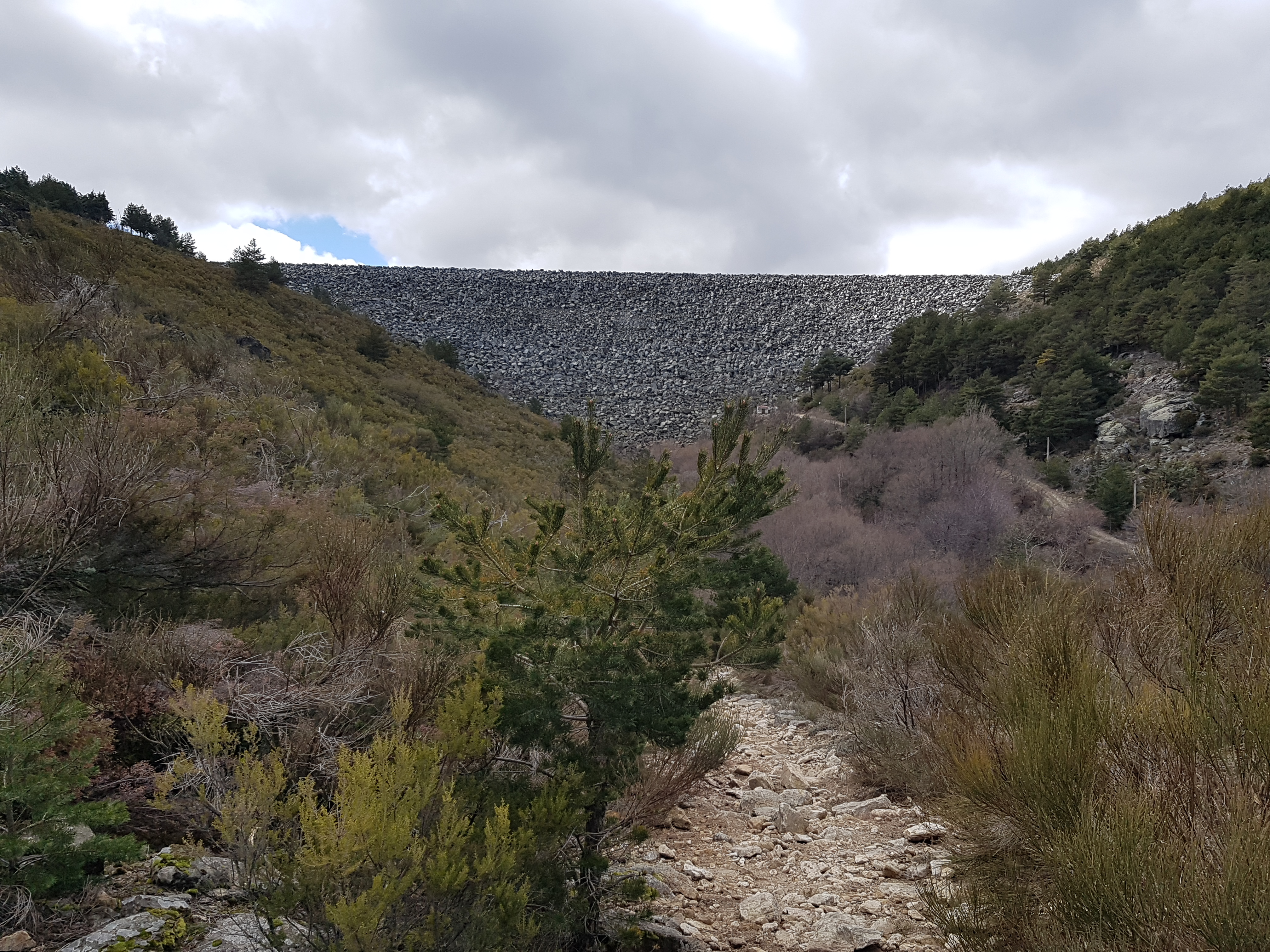
Vista de la presa desde el valle.

Recoge el agua del río Cuerpo de Hombre a través de un canal de alimentación. El curso del Cuerpo de hombre no se corta totalmente sino que se deja discurrir en parte por su cuenca natural. 
Llegó a ser en su momento la presa de materiales sueltos más alta del país con más de 70 metros.